# Sureewan Runan
Sureewan Runan (* 3. Mai 1997 in Ubon Ratchathani) ist eine thailändische Sprinterin.

## Sportliche Laufbahn
Erste Erfahrungen bei internationalen Wettkämpfen sammelte Sureewan Runan bei den Jugend-Asienspielen 2013 in Nanjing, bei denen sie im 400-Meter-Lauf in 56,85 s den fünften Platz belegte. Zwei Jahre später nahm sie über 100 Meter an den Asienmeisterschaften in Wuhan teil, schied dort aber mit 12,41 s bereits in der ersten Runde aus. 2016 siegte sie mit der thailändischen 4-mal-100-Meter-Staffel bei den Juniorenasienmeisterschaften in der Ho-Chi-Minh-Stadt und qualifizierte sich damit für die U20-Weltmeisterschaften im polnischen Bydgoszcz, bei denen sie mit 45,89 s im Vorlauf ausschied. 2018 nahm sie mit der Staffel erstmals an den Asienspielen in Jakarta teil und belegte in 44,56 s Rang vier. Im Jahr darauf schied sie bei der Sommer-Universiade in Neapel über 200 Meter mit 25,33 s in der ersten Runde aus und belegte mit der Staffel in 45,23 s Rang sechs.
Runan absolviert ein Studium an der Thammasat-Universität.

## Bestleistungen
- 100 Meter: 11,80 s (+1,0 m/s), 14. Juli 2018 in Warschau
- 200 Meter: 24,85 s, 23. Februar 2017 in Nakhon Ratchasima